# Jean de Béthencourt
Jean de Béthencourt (ʒɑ̃ də betɑ̃kuːʁ; Grainville-la-Teinturière, 1362 – 1425) è stato un esploratore francese.
Nel 1402 guidò una spedizione alle isole Canarie, sbarcando per primo sulla costa settentrionale di Lanzarote. Partendo da qui conquistò per la Castiglia le isole di Fuerteventura (1405) e El Hierro, cacciando i capi nativi di majos e bimbaches. Béthencourt ricevette il titolo di re delle isole Canarie ma riconobbe re Enrico III di Castiglia, che aveva fornito aiuto per la conquista, come suo signore.

## Biografia
Jean de Béthencourt nacque a Grainville-la-Teinturière, in Normandia. Per finanziare la propria spedizione vendette la propria casa di Parigi valutata 200 franchi d'oro ed altre piccole proprietà nel dicembre del 1401. Lo zio Robert de Braquemont gli prestò 5000 sterline (alle quali ne aggiunse lui altre 2000).

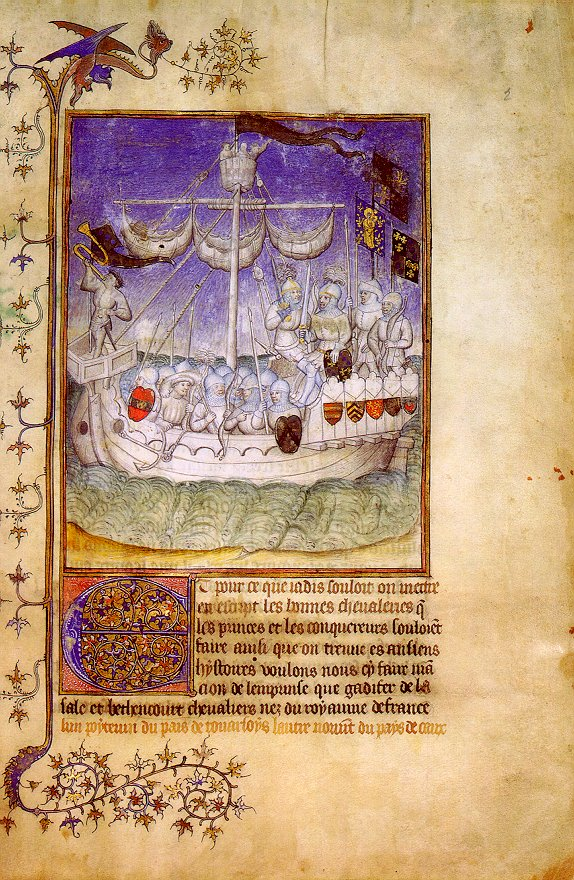
Una delle navi partite nel spedizione Norman del 1402 (da "Le Canarien")

Béthencourt salpò da La Rochelle il 1º maggio 1402 con 280 uomini, soprattutto avventurieri guasconi e normanni, compresi due sacerdoti francescani (Pierre Bontier e Jean le Verrier che raccontarono la spedizione in Le Canarien) e due Guanci catturati in una precedente spedizione castigliana e già battezzati.
Nel 1402 Jean de Béthencourt conquistò Lanzarote, l'isola abitata più settentrionale. Mentre Gadifer de La Salle esplorava l'arcipelago, Béthencourt partì per Cadice dove ottenne rinforzi alla corte castigliana. In quel periodo era scoppiata una dura lotta sull'isola tra Gadifer e Berthin, un altro ufficiale. I capi locali furono attirati nel conflitto e molti spagnoli ed isolani morirono nella sanguinosa guerra che coincise con i primi mesi di assenza di Béthencourt. Durante questa crisi Gadifer riuscì a conquistare Fuerteventura e ad esplorare altre isole. Fu solo con il ritorno di Béthencourt nel 1404 che fu riportata la pace. De la Salle e Béthencourt fondarono la città di Betancuria (capitale dell'isola di Fuerteventura) nel 1404.
Anni dopo Béthencourt fu sconfitto dai nativi dell'isola di Gran Canaria (canarios) nella battaglia di Arguineguin nel sud dell'isola, conquistandosi il titolo di Grande.
Alcuni suoi discendenti trovarono potere e fortuna sulle isole, compreso Ginés de Cabrera Béthencourt, famoso per la costruzione della Casa de Los Coroneles (Casa dei Colonnelli) in quella che oggi si chiama La Oliva.

## Cognome di Béthencourt
Anche oggi, Betancourt ed altre forme del suo cognome sono molto diffuse sulle isole Canarie, nonostante sia morto senza lasciare eredi, grazie alla pratica di battezzare i nativi con il proprio cognome e alla prole del nipote Maciot de Béthencourt che gli succedette come signore delle isole.